# Józef Gąsienica Sobczak
Józef Gąsienica Sobczak, né le 9 juillet 1934 à Kościelisko, est un fondeur et biathlète polonais.

## Biographie
En 1956 et 1960, il prend part aux Jeux olympiques dans les épreuves de ski de fond, sans obtenir de résultat significatif.
Il se classe vingtième sur l'individuel des Jeux olympiques d'hiver de 1964, avant de remporter une médaille de bronze aux Championnats du monde à la compétition par équipes, grâce notamment à sa sixième place en individuel. En 1966, il devient vice-champion du monde de l'individuel derrière Jon Istad, ainsi que de relais.
Aux Jeux olympiques d'hiver de 1968, il abandonne sur l'individuel pour ses quatrièmes Jeux.

## Palmarès

### Championnats du monde
- Mondiaux 1965 à Elverum :
  -  Médaille de bronze par équipes.
- Mondiaux 1966 à Garmisch-Partenkirchen :
  -  Médaille d'argent à l'individuel.
  -  Médaille d'argent en relais.